# 689

## Esdeveniments
- Els francs dominen els frisis
- Guerra romano-búlgara: l'emperador Justinià II venç els búlgars de Macedònia i reprèn Tessalònica, la segona ciutat romana d'Orient més important d'Europa. Els eslaus derrotats són traslladats a Anatòlia (actual Turquia), amb l'obligació de contribuir 30.000 homes a l'exèrcit romà d'Orient.